# Acrobatic Tenement
Acrobatic Tenement è il disco di esordio del gruppo statunitense degli At the Drive-In, pubblicato nel 1996 dalla Flipside Records. Il sound dell'album è piuttosto grezzo, probabilmente per il fatto che il budget a loro disposizione per la registrazione era molto basso, solo 600 dollari. Il disco è stato ristampato nel 2004 dalla Fearless Records.

## Tracce
1. Star Slight – 1:18
2. Schaffino – 2:49
3. Ebroglio – 2:47
4. Initiation – 3:26
5. Communication Drive-In – 1:44
6. Skips on the Record – 3:07
7. Paid Vacation Time – 3:33
8. Ticklish – 4:35
9. Blue Tag – 3:17
10. Coating of Arms – 2:46
11. Porfirio Diaz – 2:58

## Formazione
- Cedric Bixler Zavala - voce
- Jim Ward - chitarra, voce
- Adam Amparan - chitarra
- Omar Rodríguez-López - basso
- Ryan Sawyer - batteria